# فرنسيسكو خافيير هيدالغو غوميز
فرنسيسكو خافيير هيدالغو غوميز (بالإسبانية: Francisco Javier Hidalgo Gómez)‏ هو لاعب كرة قدم إسباني، ولد في 30 مارس 1994 في إشبيلية في إسبانيا. لعب مع Atlético Levante UD ‏.

## روابط خارجية
- فرنسيسكو خافيير هيدالغو غوميز على موقع الاتحاد الأوربي (الإنجليزية)
- فرنسيسكو خافيير هيدالغو غوميز على موقع قاعدة بيانات كرة القدم.إي يو (الإنجليزية)
- فرنسيسكو خافيير هيدالغو غوميز على موقع Soccerway.com (الإنجليزية)